# Resident Evil (serial TV)
Resident Evil este un serial TV de groază de apocalipsă zombi din 2022 creat de Andrew Dabb pentru Netflix. Bazat pe seria de jocuri video cu același nume de la Capcom, este a doua adaptare pentru televiziune a francizei după miniserialul de animație Resident Evil: Întuneric infinit din 2021 și a opta adaptare live-action după seria de filme cu același nume. Serialul are loc în propriul univers original, dar prezintă povestea seriei de jocuri ca poveste de fundal și baza serialului.
În rolurile principale interpretează Lance Reddick ca Albert Wesker, Ella Balinska și Adeline Rudolph în rolul copiilor adoptați ai lui Wesker, în timp ce Tamara Smart și Siena Agudong portretizează fetele mai tinere ale lui Wesker, iar Paola Núñez ca Evelyn Marcus, fiica lui James Marcus. Alternează între două linii temporale, urmărindu-le pe Jade și Billie Wesker în timpul zilelor lor în New Raccoon City, unde descoperă secretele întunecate ale tatălui lor și ale corporației Umbrella, și peste 14 ani în viitor, când Jade încearcă să supraviețuiască sfârșitului lumii.
În 2019, Netflix a început dezvoltarea serialului împreună cu cei de la Constantin Film, deținătorii drepturilor de autor care au produs anterior seria de filme, în calitate de companie de producție implicată, precum și cu Moonlighting Films, o companie de producție care a lucrat la Resident Evil: Capitolul final (2016). Serialul a fost anunțat oficial în 2020, cu un prim sezon de opt episoade, fiecare episod având o durată de o oră. Dabb a fost angajat ca showrunner alături de o întreagă serie de alte proiecte Netflix. Din cauza întârzierilor cauzate de pandemia de COVID-19, producția a fost amânată cu opt luni și a avut loc din februarie până în iulie 2021.
Resident Evil a avut premiera la 14 iulie 2022. Serialul a primit recenzii mixte de la critici, unii au lăudat secvențele sale de acțiune, imaginile și performanțele distribuției (în special ale lui Reddick și Núñez), dar i-au criticat scenariul, ritmul, lipsa de originalitate și abaterile de la materialul sursă.

## Premisă
Serialul are loc în două perioade de timp. În 2022, surorile Jade și Billy Wesker, în vârstă de 14 ani, călătoresc în New Raccoon City și descoperă repede că tatăl lor ascunde ceva teribil care ar putea distruge întreaga lume. În a doua perioadă, când Jade are deja 30 de ani, în lume au mai rămas mai puțin de 300 de milioane de oameni, iar peste 6 miliarde de oameni și animale sunt infectați cu virusul T care îi transformă în zombi. Jade încearcă să supraviețuiască într-o lume nouă.

## Distribuție

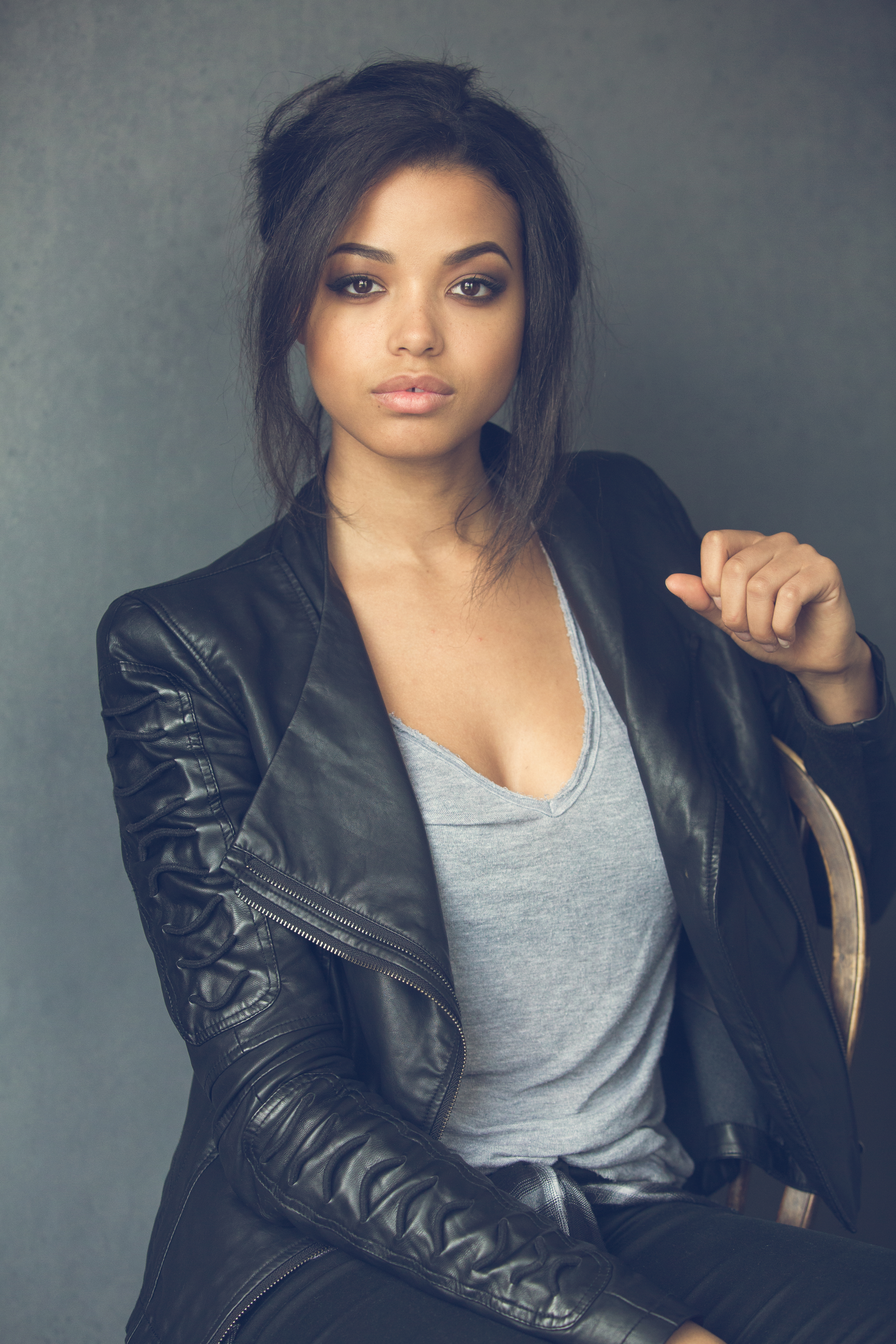
Ella Balinska

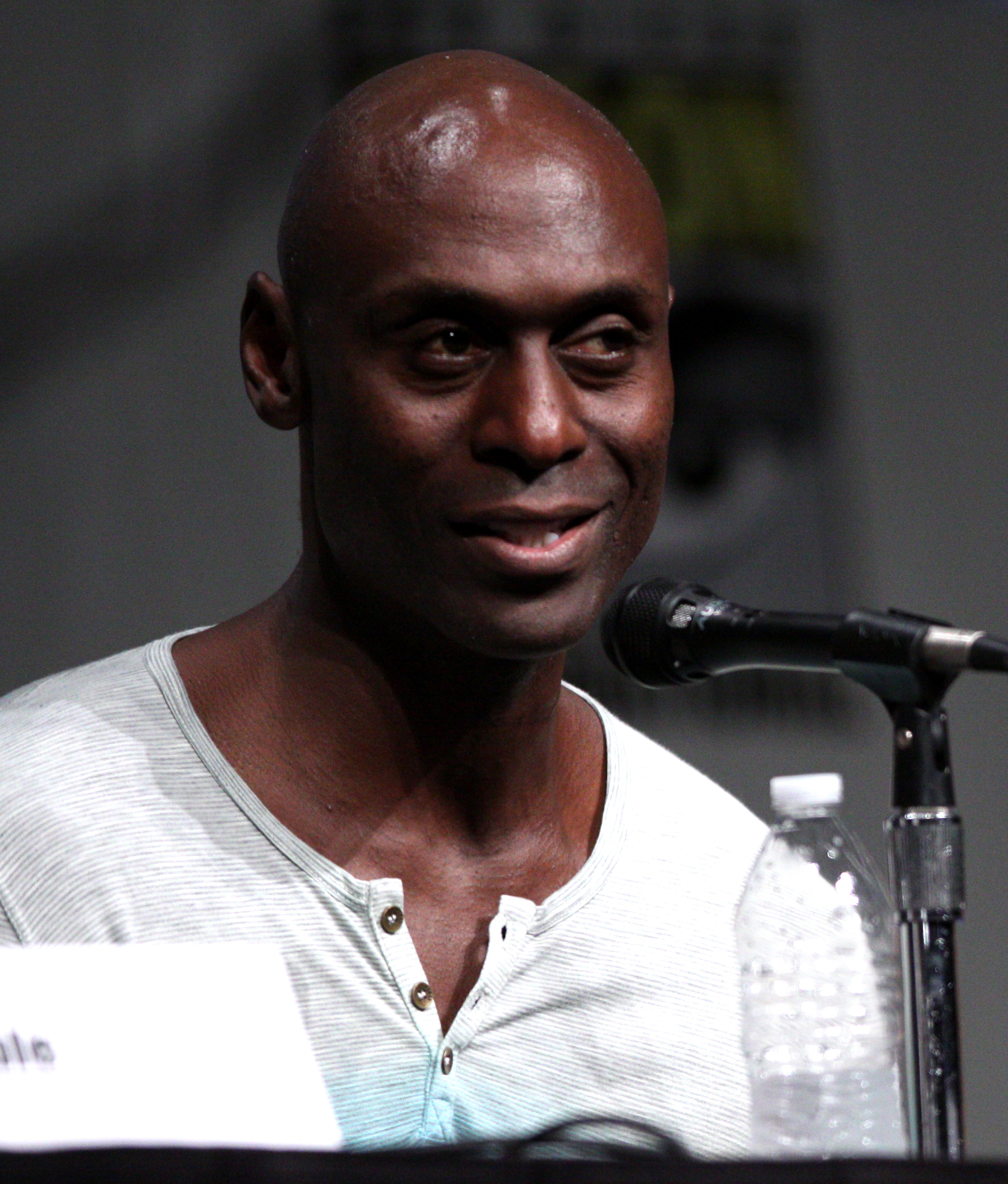
Lance Reddick

### Roluri principale
- Ella Balinska - Jade Wesker[5]
  - Tamara Smart - tânăra Jade Wesker[5]
- Adeline Rudolph - Billie Wesker[3]
  - Siena Agudong - tânăra Billie Wesker[5]
- Paola Núñez - Evelyn Marcus[5]
- Lance Reddick - Albert Wesker, tatăl lui Jade și Billie. Reddick este primul actor de culoare care a interpretat personajul.[3]

### Roluri secundare
- Turlough Convery - Richard Baxter[6]
- Connor Gosatti - Simon[5]
- Ahad Raza Mir - Arjun Batra[7]
- Pedro de Tavira Egurrola - Angel Rubio[8]

### Invitați
- Lea Vivier - Susana Franco
- Marisa Drummond - gardian

## Episoade

### Sezonul I (2022)
| Nr. | Titlu                              | Regizat de      | Scris de                    | Data difuzării |
| --- | ---------------------------------- | --------------- | --------------------------- | -------------- |
| 1   | „Bun venit în New Raccoon City!”   | Bronwen Hughes  | Andrew Dabb                 | 14 iulie 2022  |
| 2   | „Mai bine să te culci cu diavolul” | Bronwen Hughes  | Mary Leah Sutton            | 14 iulie 2022  |
| 3   | „Lumina”                           | Rob Seidenglanz | Shane Frank & Garett Pereda | 14 iulie 2022  |
| 4   | „Transformarea”                    | Rob Seidenglanz | Kerry Williamson            | 14 iulie 2022  |
| 5   | „Sentimente”                       | Rachel Goldberg | Lindsey Villarreal          | 14 iulie 2022  |
| 6   | „Fiica cuiva”                      | Batan Silva     | Jeff Howard                 | 14 iulie 2022  |
| 7   | „Parazitul”                        | Batan Silva     | Mary Leah Sutton            | 14 iulie 2022  |
| 8   | „Revelații”                        | Rachel Goldberg | Tara Knight & Andrew Dabb   | 14 iulie 2022  |